# Léopold Morice

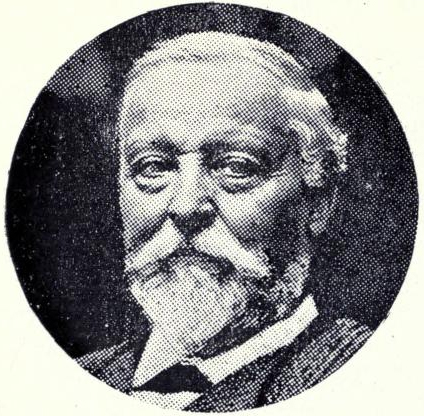
Léopold Morice

Jean Léopold Morice (* 9. Juli 1846 in Nîmes; † 30. Juni 1919 in Paris) war ein französischer Bildhauer.

## Leben
Morice begann seine Ausbildung im Atelier von François Jouffroy. Er besuchte die École nationale supérieure des beaux-arts de Paris, wo er erste Auszeichnungen erhielt. Ab 1875 konnte er Werkverträge in Paris, Dünkirchen, Nîmes, Pompignan im Département Gard und Le Vigan abschließen.
Wohl das bekannteste seiner Werke bildet die 1883 ausgeführte 9,5 m hohe Statue der Marianne zum Monument à la République auf der Place de la République in Paris. Den mächtigen Sockel dieses Werks schuf sein Bruder, der Architekt François-Charles Morice (1848–1908). Das im Wettbewerb von 1880 siegreiche Denkmal steht gemäß Beschluss des Stadtrats von Paris auf einer wichtigen Straßenkreuzung, die durch den Bau der neuen Stadtstraßen von Paris durch Georges-Eugène Haussmann geschaffen worden war.
Unter der Leitung von Morice arbeitete Max Leu an der plastischen Ausschmückung des «Hôtel de Ville».
Morice schuf zudem die großen Bronzereliefs für das Monument à Raspail auf der Place Denfert-Rochereau und 1900 zwei Skulpturen für die zur Weltausstellung gebaute Brücke Pont Alexandre III in Paris. 1910 und 1911 konnte er die Aufträge zu zwei Denkmälern für Louis-Joseph de Montcalm, den Kommandanten der französischen Truppen in Kanada 1756–1759, ausführen. Das eine Monument steht in dessen Geburtsort Vestric-et-Candiac (Cantal) und das andere in Québec, wo Montcalm 1759 gestorben war.
Auf dem Friedhof Père-Lachaise in Paris befinden sich das von ihm gestaltete Grabmal für Germain Hervé, der Grabtempel für Elisabeth Serieys, an dem er mitwirkte, und das Grab für Angehörige der Familie Moris mit einer von Henry Dasson gegossenen Bronzeskulptur von 1877 für Adélaïde Louis Jeanne Victoire Herbemont (1802–1875). Im Friedhof Montmartre schmückt eine Bronzestatue Die Weinende das Grabmal Porlier.
Ein von Morice 1888 geschaffenes Relief Susanne und die Greise befindet sich am Spital von Guebwiller und ein Kriegerdenkmal von 1906 in Dünkirchen.
Das Chazen Museum of Art in Madison, Wisconsin, USA, besitzt von Morice eine große Reiterstatue von Napoleon aus Bronze von 1870.
Während seiner Schaffenszeit bildete der Künstler zahlreiche junge Bildhauer aus, darunter Jules Edouard Roiné.

## Werke

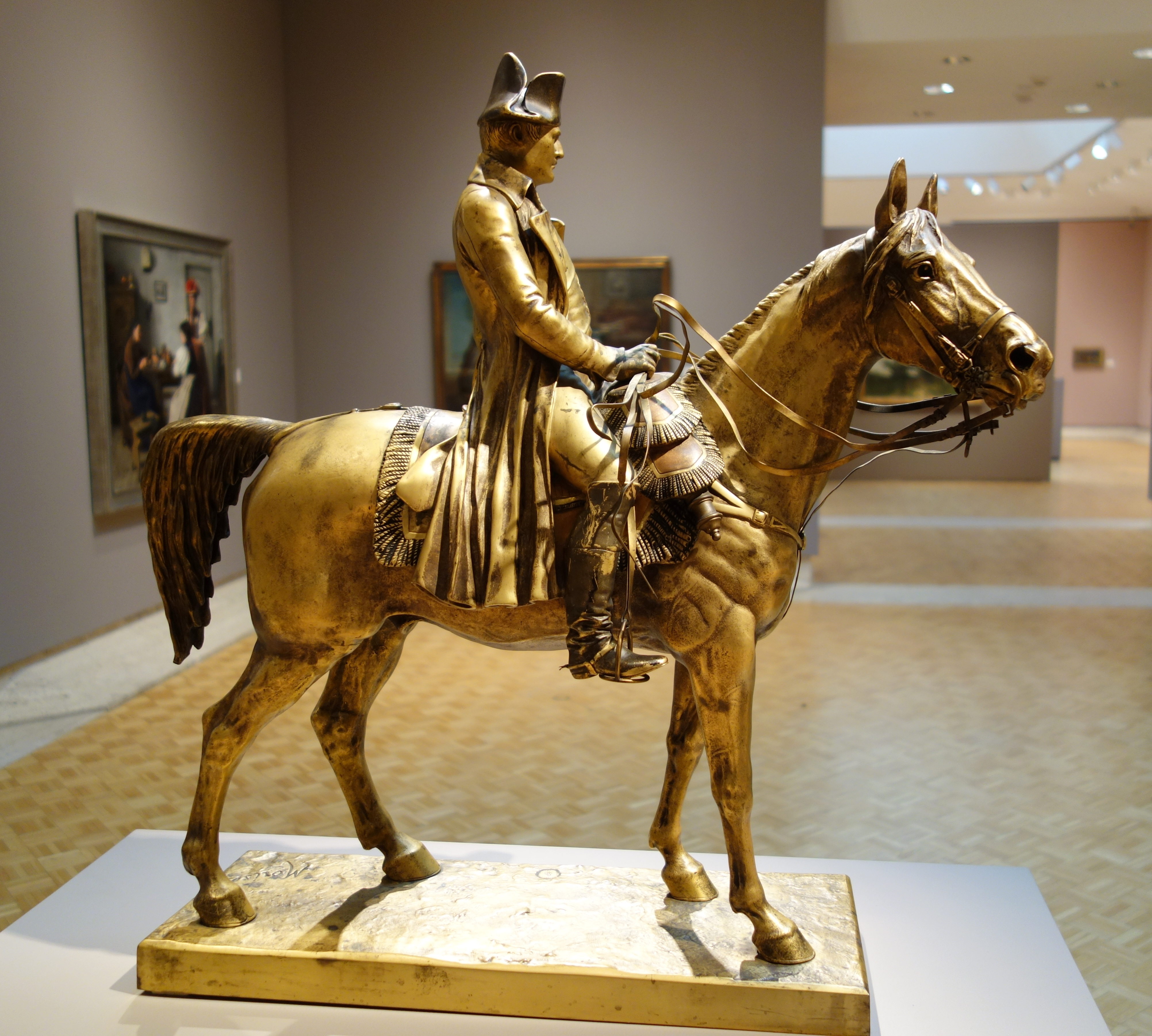
Reiterstatue von Napoléon, (um 1870), Madison, Chazen Museum of Art.
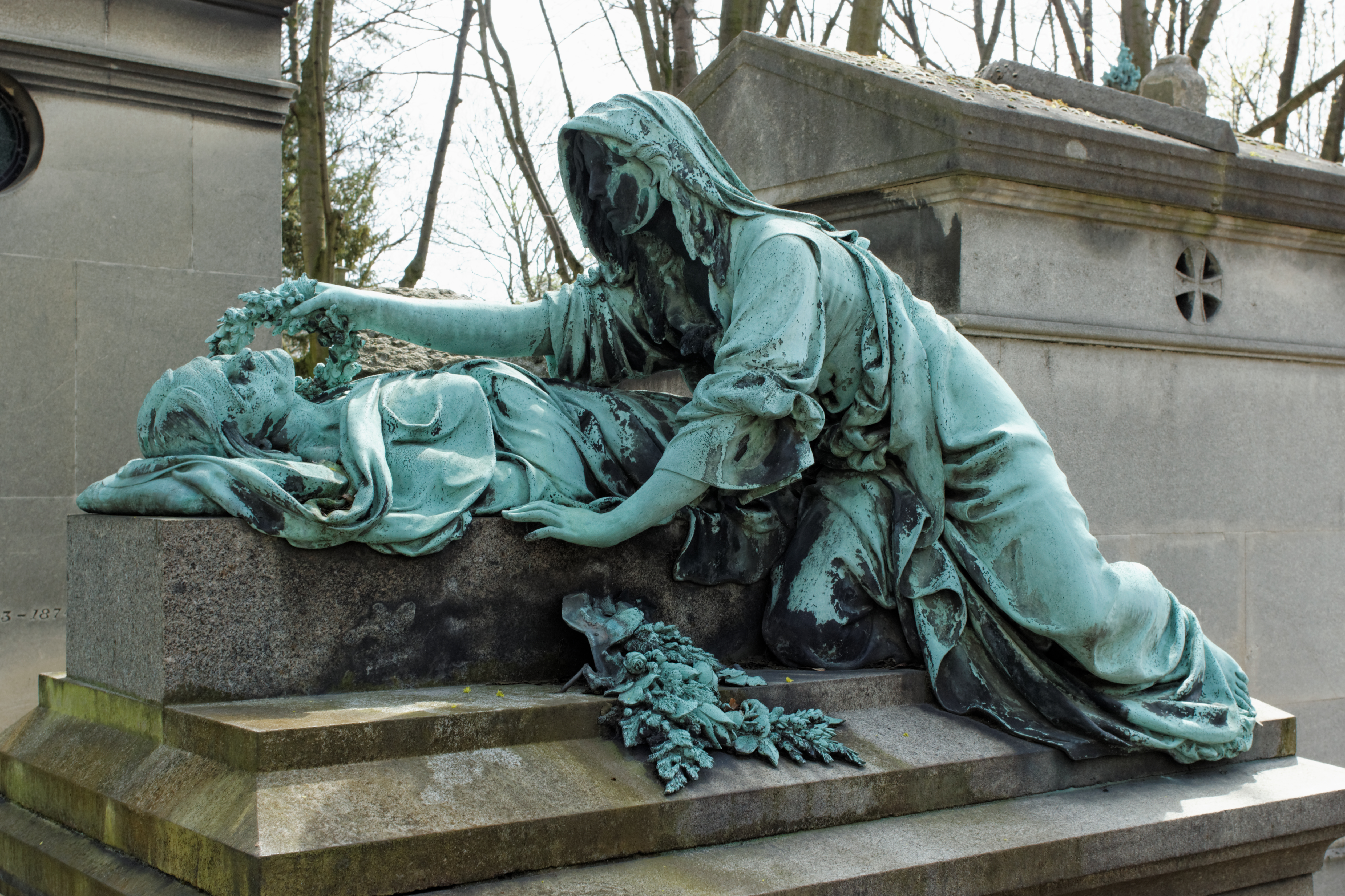
Grabmal der Madame Moris (1877), Paris, Cimetière du Père-Lachaise.
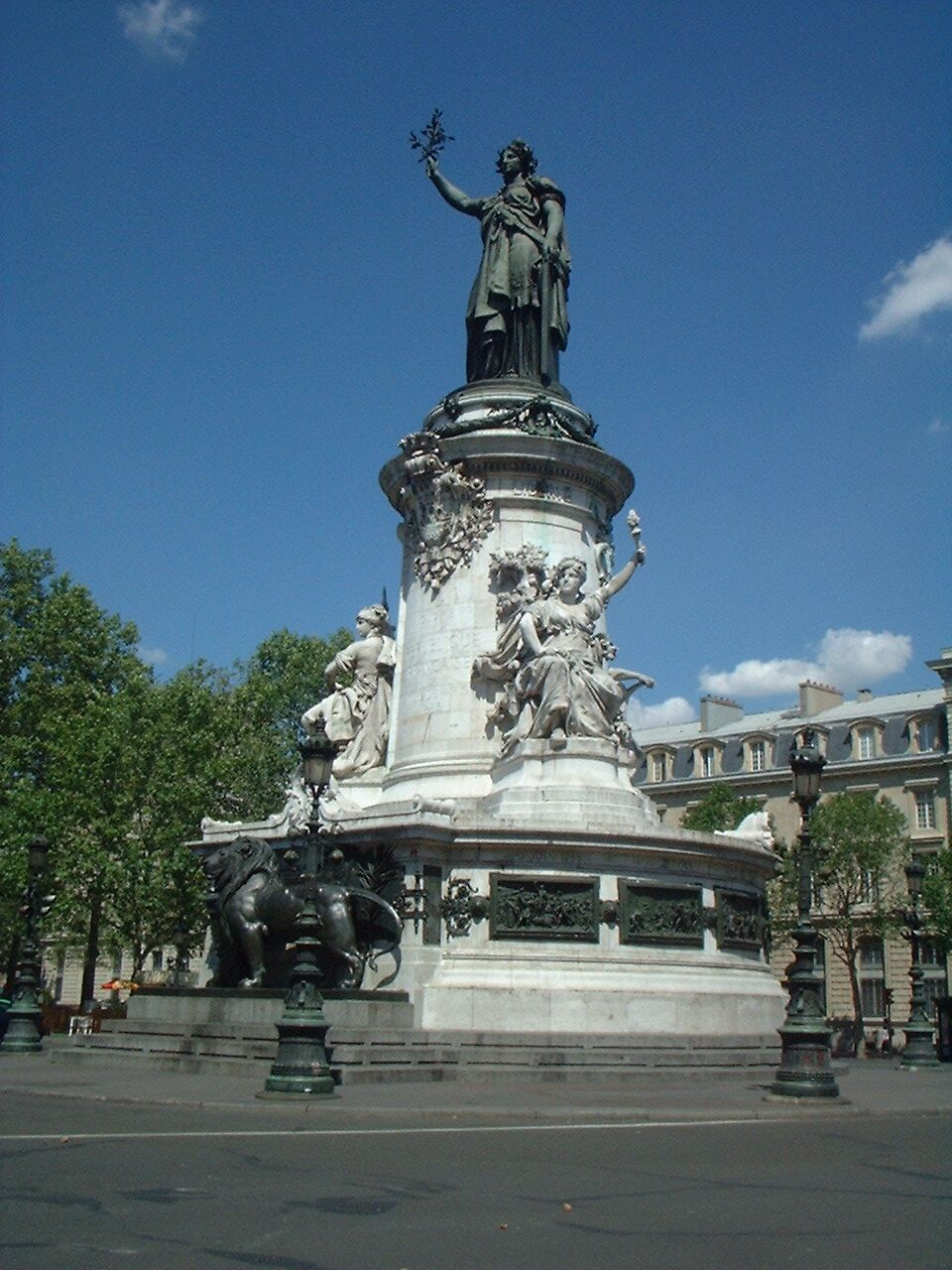
Monument à la République (1883), Paris, Place de la République. Ansicht im Originalzustand, vor 2013.
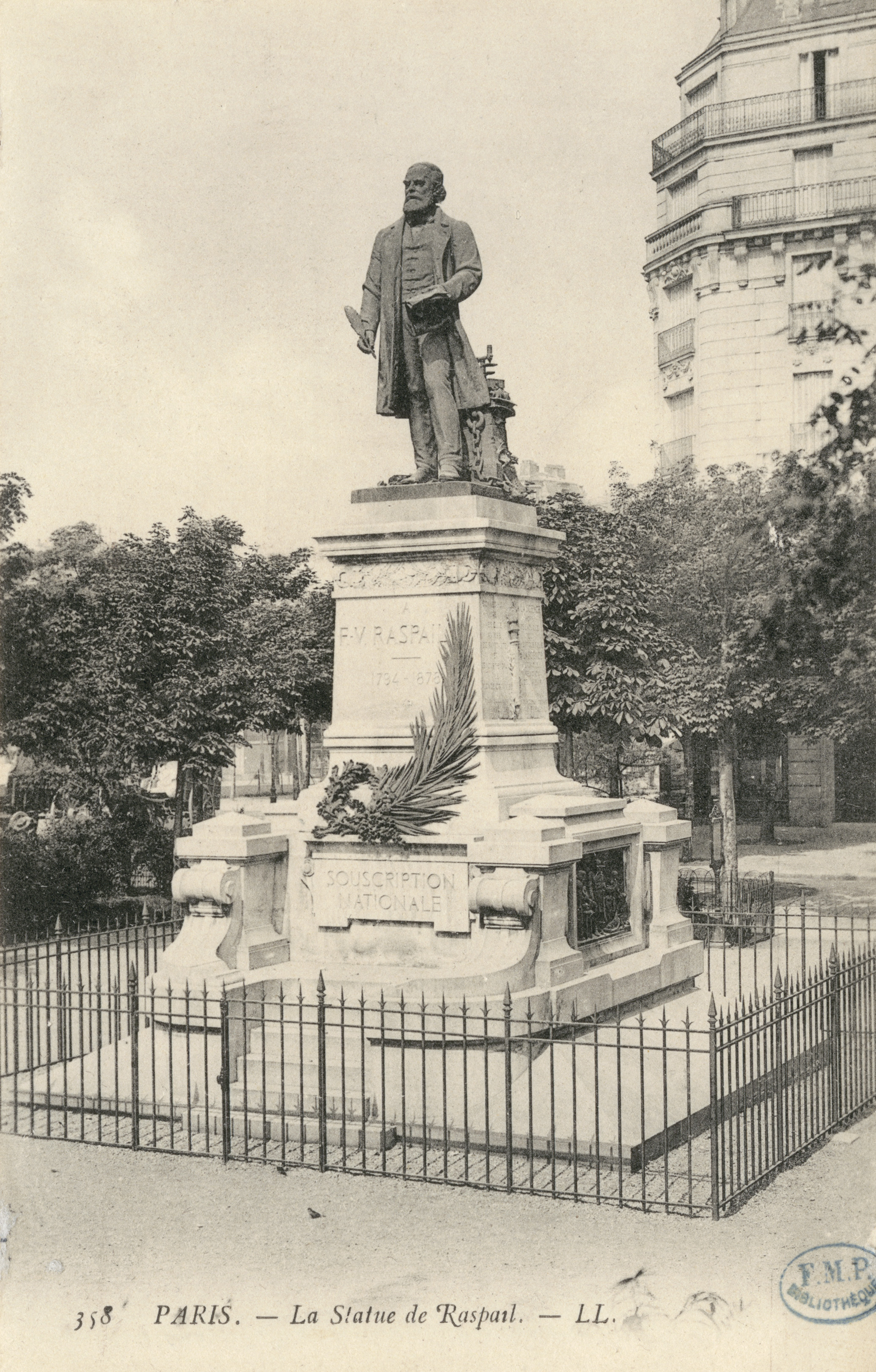
Denkmal für Raspail (1889), Paris, Square Jacques-Antoine. Die Statue wurde in der Zeit des Vichy-Regimes eingeschmolzen.
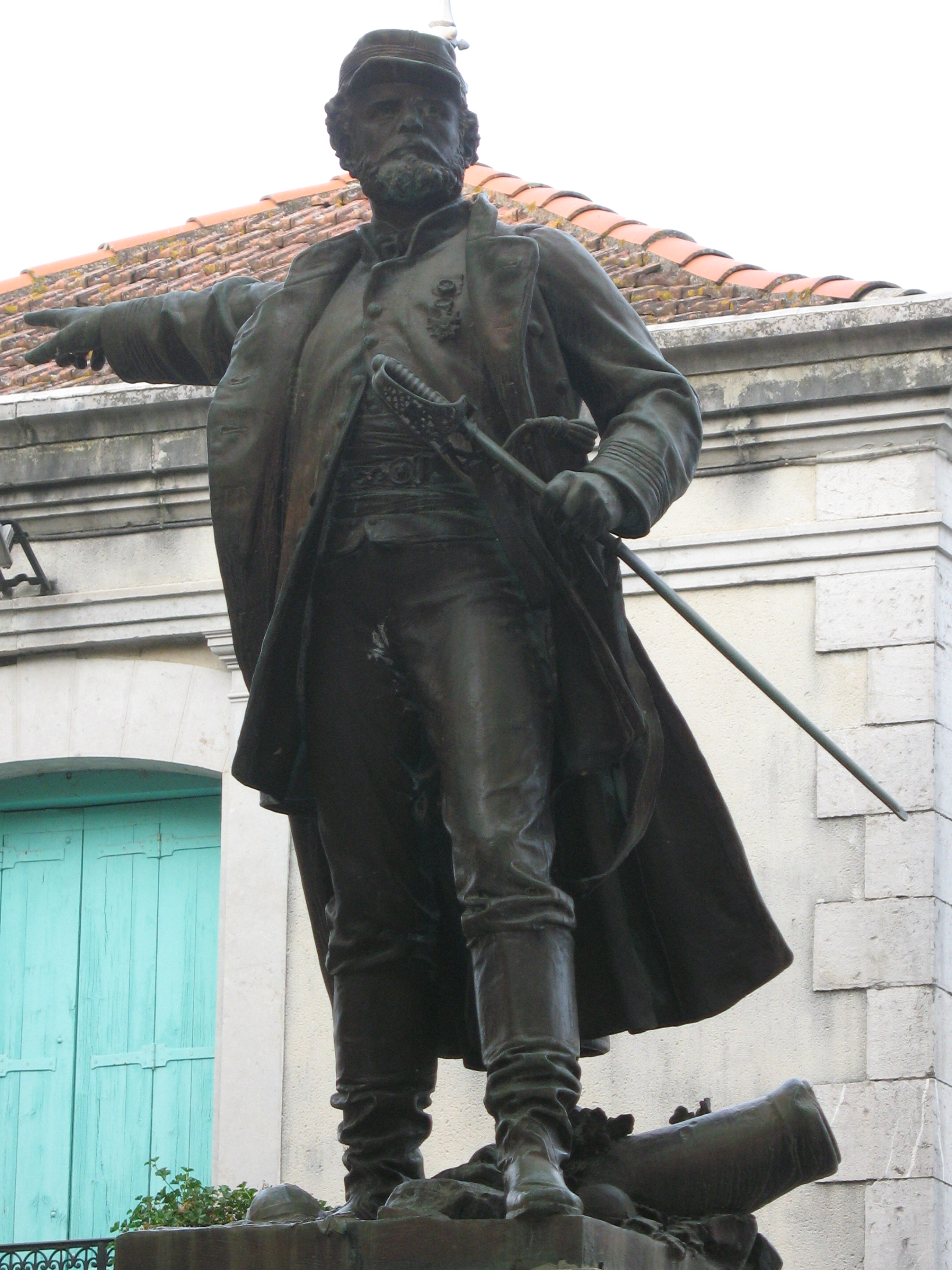
Denkmal für Colonel Bourras (1892, détail), Pompignan, Place de la Mairie.
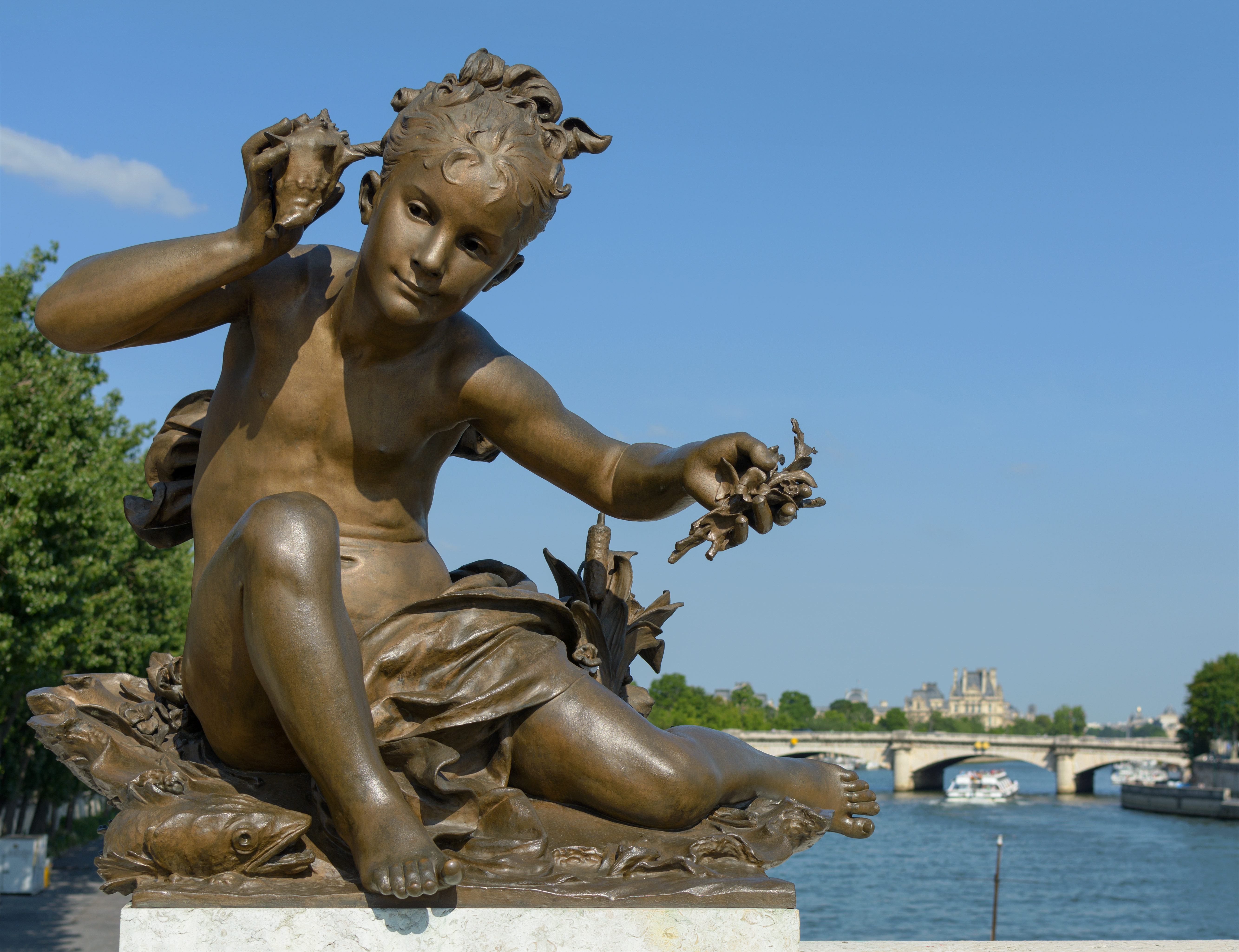
Fillette à la coquille (1900), Paris, Pont Alexandre-III.
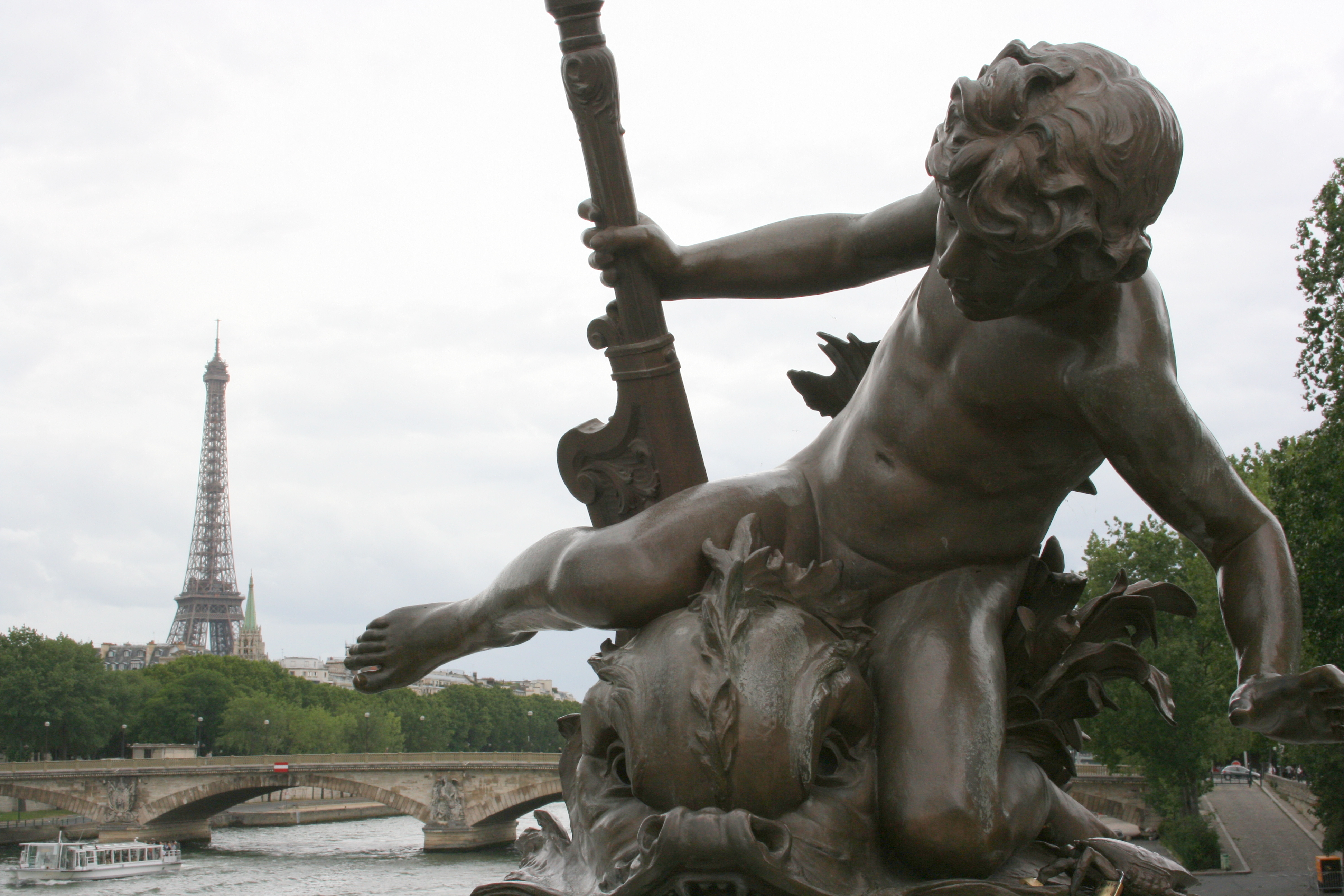
Enfant au crabe (1900), Paris, Pont Alexandre-III.
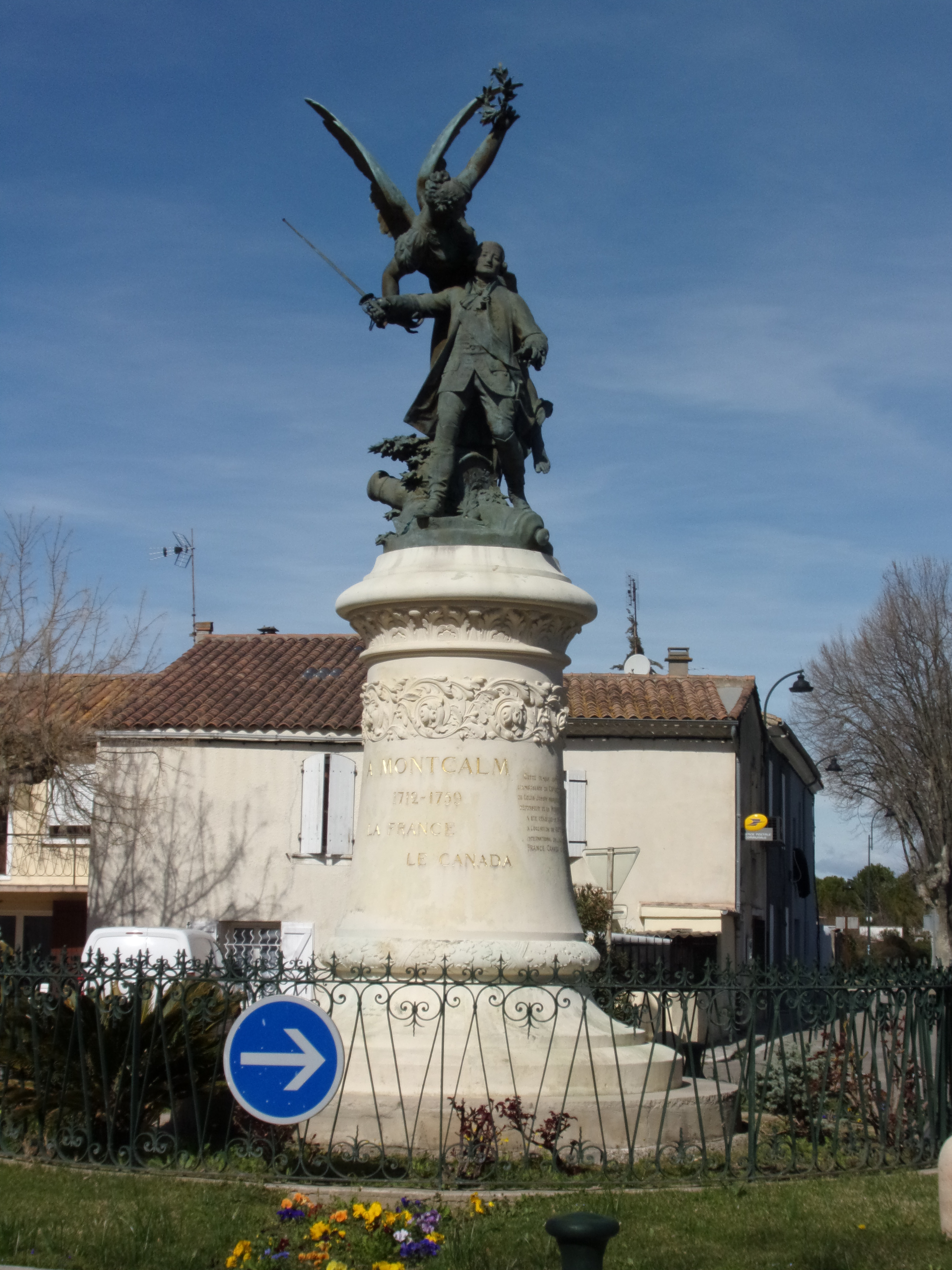
Denkmal für Montcalm (1910), Vestric-et-Candiac, Place Montcalm.
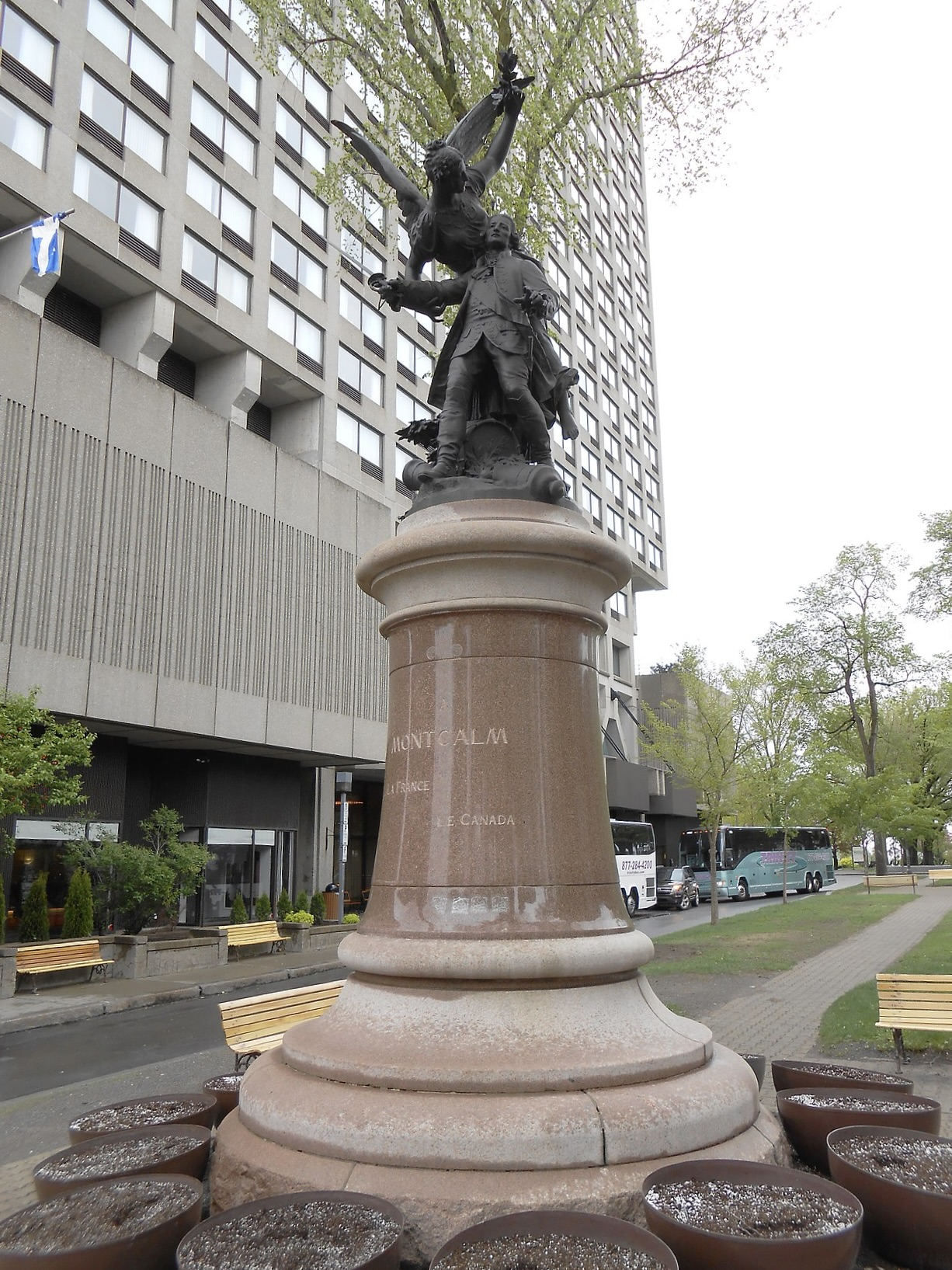
Denkmal für Montcalm (1911), Québec.